# 战地新歌
《戰地新歌》，是五份文化大革命后期的政治創作歌曲選集，由國務院文化革命歌曲徵集小組（第一集、續集）、國務院文化組文藝創作領導小組（第三集）、《戰地新歌》編選小組（第四集、第五集）編輯，于1972年8月由人民文學出版社首次出版，續集於1973年5月出版，第三集於1974年5月出版，第四集於1975年5月由人民音樂出版社出版，第五集於1976年4月出版。1977年5月《十月战歌》得以出版，是继五本《战地新歌》之后的"增补版"。全篇反复强调“文化大革命好”、“全民皆兵就是好”，并描写文化大革命時期及懷仁堂政變後社會的經濟基礎和上層建築的情况和成果。

## 評價
它之所以能在当时引起如此巨大的社会反响，并将这种影响一直延续至今，除了受到当时政治的支持和鼓励、极大地缓解了当时音乐文化几近干涸的局面并丰富了人民群众的业余文化生活之外，还有一个重要的原因就在于整本歌曲集收集了大量的民族歌曲，它包含着浓郁的民族气息。这种典型的民族特色不仅成为了《战地新歌》中突出的艺术风格,更成为了其不同于同时期音乐创作的独特之处，为当时的社会注入了一股鲜活的气息，将中国的音乐事业推向了正确前进的方向。

## 歌曲列表
| 戰地新歌                         | 戰地新歌 續集                                | 戰地新歌 第三集                                | 戰地新歌 第四集            | 戰地新歌 第五集                      | 十月戰歌                         |
| -------------------------------- | -------------------------------------------- | ---------------------------------------------- | -------------------------- | ------------------------------------ | -------------------------------- |
| 東方紅                           | 頌歌獻給毛主席                               | 三大纪律八项注意                               | 毛主席率领我们奔向前方     | 水调歌头·重上井冈山                  | 清平樂·六盤山                    |
| 國際歌                           | 頌歌一曲唱韶山                               | 日出韶山东方红                                 | 千歌万曲歌唱毛主席         | 念奴娇·鸟儿问答                      | 蝶戀花·答李淑一                  |
| 三大紀律八項注意                 | 萬歲！偉大的中國共產黨                       | 浏阳河                                         | 颂歌飞向中南海             | 毛主席率领我们继续革命               | 水調歌頭·重上井岡山              |
| 大海航行靠舵手                   | 黨的陽光照耀著祖國                           | 天上太阳红彤彤                                 | 畲家歌颂毛主席             | 毛主席指引我们去攀登                 | 太陽最紅，毛主席最親             |
| 工農一家人                       | 北京頌歌                                     | 挑担茶叶上北京                                 | 毛主席革命路线永放光芒     | 敬爱的导师                           | 毛主席恩情比海深                 |
| 畢業歌                           | 雄偉的天安門                                 | 洞庭鱼米乡                                     | 毛主席的军事路线永放光芒   | 毛主席是黎家最亲的人                 | 想念毛主席                       |
| 抗日戰歌                         | 前進！偉大的社會主義祖國                     | 秋收起义歌                                     | 井冈红旗代代传             | 五指山太阳红                         | 秋收起義舉刀槍                   |
| 大刀進行曲                       | 偉大祖國勝利前進                             | 山湾来了毛委员                                 | 一切听从党指挥             | 歌唱井冈山                           | 跟著毛委員上井岡                 |
| 戰鬥進行曲                       | 毛主席，草原人民熱愛您                       | 毛委员和我们在一起                             | 高举无产阶级专政的旗帜前进 | 古田颂歌                             | 井岡杜鵑紅                       |
| 前進歌                           | 天山青松根連根                               | 红区干部好作风                                 | 路线对了头，一步一层楼     | 歌唱遵义                             | 井岡山，革命的山                 |
| 大路歌                           | 春光萬里紅旗揚                               | 八月桂花遍地开                                 | 四届人大传喜讯             | 延安赞                               | 毛主席給各族人民帶來了溫暖的春天 |
| 工農革命歌                       | 瑤家歌頌毛主席                               | 毛主席的革命路线指引咱永向前                   | 手捧新宪法心里乐开了花     | 毛主席领导的好                       | 苗嶺秀，烏江水清                 |
| 新的女性                         | 侗歌向著北京唱                               | 世世代代铭记毛主席的恩情                       | 社会主义祖国好             | 毛委员来到我家乡                     | 永遠把毛主席歌唱                 |
| 到敵人後方去                     | 苗嶺連北京                                   | 向着太阳歌唱                                   | 伟大祖国百花吐艳           | 鲜红的党旗高高飘扬                   | 咱要去瞻仰毛主席遺容             |
| 咱們的領袖毛澤東                 | 哈尼人民熱愛毛主席                           | 跟着毛主席向前走                               | 前进在社会主义大道上       | 伟大的党抚育我成长                   | 毛主席永遠活在我們心中           |
| 山丹丹開花紅豔豔                 | 毛澤東思想照羌家                             | 毛主席率领我们反潮流                           | 歌唱民族大团结             | 伟大祖国充满阳光                     | 毛主席永遠活在我們心中           |
| 軍民大生產                       | 歌聲飛出心窩窩                               | 党的十大光辉灿烂                               | 团结就是力量，团结就是胜利 | 颂歌飞北京                           | 翻身農奴懷念毛主席               |
| 翻身道情                         | 歌唱我們的新西藏                             | 党旗，光荣的旗                                 | 并肩战斗团结紧             | 云岭连北京                           | 毛主席啊，壯家永遠懷念您         |
| 工農齊武裝                       | 祖國的邊疆新西藏                             | 眼望红旗情满怀                                 | 胜利永远属于我们           | 紧紧抓住阶级斗争这个纲               | 滿懷深情修建毛主席紀念堂         |
| 偉大的領袖毛澤東                 | 臺灣同胞我的骨肉兄弟                         | 党领导我们胜利前进                             | 放声歌唱文化大革命         | 阶级斗争是个纲                       | 我印寶書唱頌歌                   |
| 毛主席您是我們心中的紅太陽       | 抓革命，促生產                               | 万众一心跟党走                                 | 红花朵朵向阳开             | 反复辟，反倒退                       | 掀起學習毛主席著作新高潮         |
| 毛主席走遍祖國大地               | 躍進歌聲傳四方                               | 伟大的祖国                                     | 工农兵大步上讲台           | 堵住资本主义的路，迈开社会主义的步   | 歡呼毛主席的好安排               |
| 毛主席指引革命路                 | 巍巍鐘山迎朝陽（影片《南京長江大橋》主題歌） | 我们伟大的祖国                                 | 我们的理论队伍壮大起来     | 在无产阶级专政旗帜下前进             | 華主席帶領我們打勝仗             |
| 陽光燦爛照紅旗                   | 優質高產當尖兵                               | 赞美伟大的祖国                                 | 把批林批孔斗争进行到底     | 无产阶级专政磐石坚                   | 最緊密地團結在黨中央的周圍       |
| 跟著毛主席，跟著黨               | 大慶工人有氣派                               | 祖国，我为你战斗，为你歌唱                     | 向阳大院开红花             | 学习鲁迅，坚韧地战斗                 | 華主席登上天安門                 |
| 萬歲！偉大的中國共產黨           | 踏著“鐵人”腳步走                             | 党的光辉照延边                                 | 毛主席夸咱半边天           | 歌唱无产阶级文化大革命               | 十月裡響起一聲春雷               |
| 歌唱偉大、光榮、正確的中國共產黨 | 地質隊員之歌                                 | 红太阳一定要照亮台湾                           | 大干社会主义               | 新生事物好                           | 交城山                           |
| 偉大的社會主義祖國在前進         | 石油工人之歌                                 | 神圣的领土不许侵犯                             | 向新的胜利进军             | 社会主义文艺百花盛开                 | 華主席當年來西藏                 |
| 團結起來，爭取更大的勝利         | 鋼鐵運輸工人之歌                             | 工农兵是批林批孔的主力军                       | 我们工人跟党走             | 张大妈喜看《龙江颂》                 | 華主席，最美的讚歌唱給您         |
| 井岡山上太陽紅                   | 女電焊工之歌                                 | 批林批孔当闯将                                 | 我们工人硬骨头             | 教育革命放光彩                       | 延邊人民衷心愛戴華主席           |
| 延安兒女心向毛主席               | 我是海港裝卸工                               | 无产阶级文化大革命就是好                       | 歌唱大会战                 | “共大”赞歌（影片《决裂》主题歌）     | 漁歌獻給華主席                   |
| 敬祝毛主席萬壽無疆               | 鐵路修到苗家寨                               | 独立自主自力更生                               | 大港石油工人战歌           | 咱们的大学生回到生产队               | 華主席和土家人民心連心           |
| 萬歲！毛主席                     | 我為革命放木排                               | 千万个“铁人”奋勇向前                           | 采油女工之歌               | 我爱这公社新一代                     | 韶山灌渠湧金波                   |
| 偉大的北京                       | 大寨紅花遍地開                               | 龙腾虎跃争上游                                 | 石油工人铁打的汉           | 夜读                                 | 黨中央說出了咱心裡話             |
| 撒尼人民心向紅太陽               | 當代愚公換新天（影片《沙石路》主題歌）       | 劳动竞赛掀高潮                                 | 矿工大干社会主义有劲头     | 春苗出土迎朝阳（影片《春苗》主题歌） | 緊跟領袖華主席                   |
| 壯族人民歌唱毛主席               | 草原牧民學大寨                               | 咱们要大干                                     | 我运煤炭快快跑             | 赤脚医生向阳花（影片《红雨》主题歌） | 頌歌獻給敬愛的周總理             |
| 延邊人民熱愛毛主席               | 瑞麗江畔栽秧忙                               | 咱们工人要大干                                 | 钢铁工人日夜奋战           | 书记带领咱学大寨                     | 我給周總理扎花圈                 |
| 紅太陽照邊疆                     | 富饒美麗的潞江坝                             | 煤矿工人永远听毛主席的话                       | 造船工人钢铁汉             | 书记的办公桌                         | 敬愛的周總理，人民的好總理       |
| 蒼山歌聲永不落                   | 天山牧場好                                   | 马查拉工人学大庆                               | 小厂盛开大庆花             | 毛主席的光辉把炉台照亮               | 懷念您啊，敬愛的周總理           |
| 阿佤人民唱新歌                   | 我愛祖國的大草原                             | 前进！英雄的煤矿工人                           | 大庆油加快了我的车         | 歌唱《鞍钢宪法》                     | 周總理啊，翻身農奴懷念您         |
| 工農兵，革命路上打先鋒           | 拖拉機手之歌                                 | 我们是矿工也是兵                               | 我是黎家伐木工             | 高举大庆旗，学习王铁人               | 天山兒女永遠懷念周總理           |
| 高舉紅旗大步走                   | 拖拉機手之歌                                 | 矿山工人之歌                                   | 盐工最爱艳阳天             | 咱们工人学大庆                       | 歌頌敬愛的周總理                 |
| 工業學大慶                       | 拖拉機開進苗山寨                             | 钢铁洪流永向前（影片《火红的年代》主题歌）     | 采石场的铁姑娘             | 学理论，促大干                       | 歌唱敬愛的周總理                 |
| 大慶道路寬又廣                   | 揚鞭催馬送公糧                               | 钢铁工人志如刚                                 | 农机修理队                 | 我们是钢铁战斗队                     | 懷念敬愛的周總理                 |
| 鋼鐵工人多自豪                   | 婦女打壩歌                                   | 磨车刀                                         | 学大寨，要大干             | 我们是光荣的炼钢工                   | 周總理，我們的光輝榜樣           |
| 我為革命多鍊鋼                   | 織網歌                                       | 我们是青年工人                                 | 大寨的山呀大寨的水         | 大庆油田在前进                       | 修金匾                           |
| 石油工人志在四方                 | 練兵戰歌                                     | 歌唱女列车员                                   | 学习大寨永远向前           | 油田的早晨                           | 革命將士出征歌                   |
| 女鑽工之歌                       | 打坦克                                       | 飞奔吧，祖国的汽车                             | 革命精神代代传             | 夺煤战歌                             | 歌唱朱德總司令                   |
| 紡織工人學大慶                   | 打靶歌                                       | 女子采伐队之歌                                 | 人民公社新花开             | 心里的花样织不完                     | 向雷鋒同志學習                   |
| 伐木工人歌                       | 敵人怕啥咱就練啥                             | 我们是支农小分队                               | 大干快上夺高产             | 咱造铁牛豪情壮                       | 梅嶺三章                         |
| 毛主席號召農業學大寨             | 野營路上                                     | 喜看今日新大寨                                 | 掀起农业建设新高潮         | 我为革命站柜台                       | 歌唱烈士楊開慧                   |
| 大寨人心向紅太陽                 | 行軍歌                                       | 社社队队学大寨                                 | 红太阳光辉照海河           | 咱是支农服务队                       | 勝利頌                           |
| 農業學大寨                       | 夜航之歌                                     | 太行儿女学大寨                                 | 治淮大军意志坚             | 陇上山水笑颜开                       | 歡慶我們得勝利                   |
| 大寨紅花遍地開                   | 女飛行員之歌                                 | 陇原儿女学大寨                                 | 歌唱红旗渠                 | 开创世界我工农                       | 我們勝利了                       |
| 火紅的太陽照山村                 | 邊防戰士愛紅柳                               | 牧区大寨红旗飘                                 | 喜看今日新兰考             | 大寨红旗映河山                       | 黨的陽光暖人心                   |
| 定叫山河換新裝                   | 真像一對親兄弟                               | 学习大寨换新天                                 | 金光大道多宽阔             | 祖国盛开大寨花                       | 水調歌頭·粉碎”四人幫“            |
| 紅旗渠凱歌震天響                 | 戰士想的是什麼                               | 加快步伐朝前走                                 | 大寨红花在草原开           | 昔阳永远争上游                       | 粉碎”四人幫“，人心大快           |
| 志在寶島創新業                   | 愛艦愛島愛海洋                               | 万众一心奔向前（影片《艳阳天》主题歌）         | 高原盛开大寨花             | 普及大寨县                           | 打倒”四人幫“，江山萬代紅         |
| 延河畔上的女石匠                 | 我愛這藍色的海洋                             | 沿着社会主义大道奔前方（影片《青松岭》主题歌） | 九顶山上红旗飘             | 齐心建设大寨县                       | 十大嫂狠批”四人幫“               |
| 公社喜開豐收鐮                   | 我愛五指山，我愛萬泉河                       | 农业机械化道路宽又广                           | 丰收不忘广积粮             | 苗家儿女学大寨                       | 打倒”四人幫“，生產打勝仗         |
| 古田會議決議指引著方向           | 永遠為祖國放哨                               | 天上银河落太行                                 | 公社的庄稼齐登场           | 向毛主席报喜                         | 把”四人幫“破壞造成的損失奪回來   |
| 解放軍學全國人民                 | 師長有床綠軍被                               | 松溪河水盘山流                                 | 苗家喜唱丰收歌             | 大寨花开水家寨                       | 批判臺上唱山歌                   |
| 工農的子弟工農的兵               | 繼承革命光榮傳統                             | 根治海河谱新篇                                 | 渔家姑娘耕大海             | 歌唱彝山新面貌                       | 革命生產打勝仗                   |
| 扛起革命槍                       | 象雷鋒那樣                                   | 我为祖国献粮棉                                 | 咱们的书记下队来           | 土家喜爱咚咚亏                       | 鐵打江山紅萬代                   |
| 野營訓練好                       | 我們永遠是個戰鬥隊                           | 芝麻开花节节高                                 | 社员爱看样板戏             | 明珠洒满布依寨                       | 讓社會主義祖國更壯美             |
| 我們永遠是個戰鬥隊               | 民兵戰歌                                     | 我们的公社欣欣向荣                             | 政治夜校亮堂堂             | 渔家四季尽春光                       | 社會主義要大幹                   |
| 我為偉大祖國站崗                 | 七億人民七億兵                               | 选良种                                         | 合作医疗开红花             | 渔歌向着北京唱                       | 定叫四個現代化早實現             |
| 鐵道兵戰士志在四方               | 毛主席誇咱女民兵                             | 积肥小唱                                       | 赤脚医生好                 | 采蚝姑娘学大寨                       | 唱不完文化大革命勝利歌           |
| 歌唱咱們解放軍                   | 老房東“查鋪”                                 | 喜摘丰收棉                                     | 知识青年下乡来             | 西沙——中华民族壮丽的渔乡             | 半屏山                           |
| 我心中的歌獻給解放軍             | 山村迎親人                                   | 喜送公粮破浪来                                 | 战斗在农村心向党           | 美丽的海岛，祖国的西沙               | 大慶紅旗到處飄揚                 |
| 解放軍野營到山村                 | 解放军来到阆黎村                             | 咱是生产队的半边天                             | 大学毕业回山村             | 今年又是丰收年                       | 滿懷深情望北京                   |
| 為咱親人補軍裝                   | 毛主席關懷咱山裡人                           | 我是公社气象员                                 | 党指挥我们百战百胜         | 大搞农业机械化                       | 爐長燈前學理論                   |
| 軍民團結向前進                   | 體育大軍進行曲                               | 我是公社的放牧员                               | 十大军事原则是胜利的法宝   | 插秧机真不错                         | 歌唱“鐵人”老英雄                 |
| 醫療隊員之歌                     | 我們是光榮的人民教師                         | 公社挤奶员                                     | 艰苦奋斗是我们的政治本色   | 社队企业就是好                       | 海上石油工                       |
| 採 藥                            | 我送報刊走的忙                               | 我们是毛主席的战士                             | 紧握手中抢                 | 县委书记到俺村                       | 開滦工人特別能戰鬥               |
| 千年的鐵樹開了花                 | 身背背籮上山來                               | 枪杆子永远听党指挥                             | 严格训练为实战             | 团结渠边团结歌                       | 礦工心裡有盞燈                   |
| 我們是毛主席的紅衛兵             | 春風商店送貨來                               | 步调一致向胜利                                 | 战士心中警钟长鸣           | 一串浪花一支歌                       | 祖國大動脈暢通無阻               |
| 青春獻給偉大的黨                 | 我為革命下廚房                               | 向全国人民学习                                 | 边塞哨兵                   | 山村球赛好热火                       | 我送鐵牛上戰場                   |
| 革命青年進行曲                   | 我們是光榮的共青團員                         | 歌唱南京路上好八连                             | 边防战士之歌               | 耘田新歌                             | 黨旗上有咱這把錘                 |
| 革命知識青年之歌                 | 革命青年志在四方                             | 千万个雷锋接班来                               | 我驾战鹰去巡逻             | 战地打夯歌                           | 山村小店春來早                   |
| 好好學習 天天向上                | 廣闊天地大有作為                             | 加强战备练兵忙                                 | 我们的巡逻车在前进         | 打起双桨争上游                       | 大辦農業爭上游                   |
| 我愛北京天安門                   | 薩麗哈最聽毛主席的話                         | 练为战                                         | 草原千里战旗红             | 银花朵朵向阳开                       | 全國普及大寨縣                   |
| 火車向著韶山跑                   | 為祖國而鍛鍊                                 | 练刺杀                                         | 野营拉练歌                 | 红心巧手摘银棉                       | 我們隊裡學大寨                   |
| 我們是紅小兵                     | 要做共產主義接班人                           | 时刻准备打                                     | 海岛军民同巡逻             | 我们是无产阶级革命军队               | 隆冬數九學大寨                   |
| 大慶花開遍地紅                   | 我們是毛主席的紅小兵                         | 我为祖国守大桥                                 | 我们是强大的城市民兵       | 要保持那么一股革命劲头               | 回族兒女學大寨                   |
| 小小螺絲帽                       | 紅小兵成長全靠黨                             | 我爱我的坦克车                                 | 海防民兵打石雷             | 沿着毛主席的革命路线高飞向前         | 高唱山歌學大寨                   |
| 我是公社小隊員                   | 小司機                                       | 高炮战士之歌                                   | 挖地道                     | 党指挥枪                             | 祖國盛開大寨花                   |
| 針線包是傳家寶                   | 長大當個好社員                               | 红色女话务兵                                   | 脱下军装不下岗             | 钢铁的纪律钢铁的兵                   | 大寨紅花更鮮豔                   |
| 革命故事會                       | 我是公社小牧民                               | 海上南泥湾                                     | 火红的战旗把路引           | 人民战士心红似火                     | 讓農業插上金翅膀                 |
| 小小球兒閃銀光                   | 從小扎根在草原                               | 回延安                                         | 红星照我去战斗             | 毛主席的战士四海为家                 | 插秧機歡唱人歡笑                 |
| 大家來做廣播操                   | 豐收歌兒飛滿山                               | 革命战士最光荣                                 | 红星歌                     | 永做人民的战斗队                     | 我們是“三八”農機手               |
| 我們的朋友遍天下                 | 種葵花                                       | “三落实”指示永放光芒                           | 党的光辉照亮了我们心田     | 人民海军向前方                       | 夜耕                             |
| 阿爾巴尼亞，我親密的同志和弟兄   | 植樹苗                                       | 全民皆兵就是好                                 | 在灿烂的五星红旗下         | 准备好                               | 金橘林裡唱新歌                   |
| 鮮血凝成的偉大友誼               | 送飼料                                       | 首都民兵之歌                                   | 工人师傅进校来             | 我们的潜伏哨                         | 迎接又一個豐收年                 |
| 中越人民友誼之歌                 | 餵雞                                         | 手捧鲜果献亲人                                 | “五·七”路上向前跑          | 俺班多了一个兵                       | 赤腳醫生人人誇                   |
| 中老人民友誼之歌                 | 騎上小木馬                                   | 工农兵学员之歌                                 | 批臭反动的“三字经”         | 小小手榴弹                           | 我為革命來養豬                   |
| 中柬人民友誼之歌                 | 打電話                                       | 赤脚医生心向党                                 | 绣红星                     | 练好“三打”把敌杀                     | 人民軍隊永遠忠於毛主席           |
| 反帝大軍乘勝前進                 | 歌聲飛向地拉那                               | 革命青年之歌                                   | 橡胶林里歌声响             | 沂蒙欢腾迎亲人                       | 一切行動聽黨中央指揮             |
| 全世界人民一定勝利               | 遠航                                         | 我们是革命的新一代                             | 少年运动员进行曲           | 同心建设大寨县                       | 毛主席光輝題詞鼓舞著我           |
|                                  | 全世界人民團結起來                           | 青春战歌                                       | 海岛红小兵                 | 草原雄鹰                             | 毛主席光輝永遠照海島             |
|                                  |                                              | 让青春放光芒                                   | 我们怀念台湾小朋友         | 渔家姑娘爱武装                       | 保衛祖國緊握槍                   |
|                                  |                                              | 山乡盼着你们来                                 | 红小兵扫谷忙               | 民兵打靶歌                           | 為鞏固無產階級專政緊握手中槍     |
|                                  |                                              | 誓做公社新一代                                 | 小扁担                     | 我们英雄的乌苏里民兵                 | 硬骨頭六連永向前                 |
|                                  |                                              | 延安窑洞住上了北京娃                           | 天下大乱形势大好           | 保卫祖国，建设边疆                   | 象雷鋒那樣去戰鬥                 |
|                                  |                                              | 党是春雨我是苗                                 | 第三世界团结起来           | 台湾一定要解放，祖国一定要统一       | 要為人民立新功                   |
|                                  |                                              | 兵团战士胸有朝阳                               |                            | 我站在珠穆朗玛之巅                   | 練兵歌                           |
|                                  |                                              | 冬泳之歌                                       |                            | 革命青年奔向前方                     | 常備不懈                         |
|                                  |                                              | 红花向着毛主席开                               |                            | 向广阔天地进军                       | 首長當兵下連來                   |
|                                  |                                              | 壮家少年热爱毛主席                             |                            | 我们是学大寨的青年突击队             | 山莊巡邏隊                       |
|                                  |                                              | 我们是毛主席的红小兵                           |                            | 祖国，我爱你                         | 前進，英雄的民兵                 |
|                                  |                                              | 红小兵之歌                                     |                            | 南海儿童爱北京                       | 誓把青春獻給祖國的邊疆           |
|                                  |                                              | 我们是朝气蓬勃的红小兵                         |                            | 为新生事物齐鼓掌                     | 紅小兵熱愛華主席                 |
|                                  |                                              | 林彪、孔老二都是坏东西                         |                            | 向阳院里阳光照                       | 勝利凱歌傳天外                   |
|                                  |                                              | 雷锋叔叔望着我们笑                             |                            | 铁路铺向延河旁                       | 大家都來除“四害”（“四人幫”）     |
|                                  |                                              | 我们长在延河边                                 |                            | 处处盛开大寨花                       | 紅小兵畫漫畫                     |
|                                  |                                              | 信儿捎给台湾小朋友                             |                            | 长大当个新农民                       | 紅軍“瓦瓦柯”                     |
|                                  |                                              | 红小兵学工歌                                   |                            | 草原小巡逻兵                         | 為革命勤奮學習                   |
|                                  |                                              | 井冈山下种南瓜                                 |                            | 东海小民兵                           | 我要做一只小海燕                 |
|                                  |                                              | 红小兵织渔网                                   |                            | 两个大苹果                           | 親愛的老師，您在想什麼           |
|                                  |                                              | 勤俭节约记心间                                 |                            | 我们是亲爱的好朋友                   |                                  |
|                                  |                                              | 小松树                                         |                            | 第三世界团结战斗                     |                                  |
|                                  |                                              | 打开咱的收音机                                 |                            | 高举反帝反霸大旗前进                 |                                  |
|                                  |                                              | 满载友谊去远航                                 |                            |                                      |                                  |
|                                  |                                              | 全世界人民团结战斗                             |                            |                                      |                                  |